# Metar
METAR (METeorological Aerodrome Report -  Informe meteorológico regular de aeródromo), é um informe codificado, associado às observações meteorológicas à superfície, e utilizado para fornecer informações sobre condições do tempo em um aeródromo específico.
É a codificação de uma observação meteorológica regular para a aviação. Na maioria dos aeródromos tem sua confecção de hora em hora, nas horas cheias. Porém podem ser confeccionados informes com outra frequência, caso o clima esteja instável e seja necessária uma atualização mais amiúde.
No Brasil, adota-se a regulamentação do DECEA  para interpretar forma correta de codificação do METAR.

## Exemplos
```
METAR SBCG 171200Z 12008KT 2000 +TSRA SCT010 FEW020CB OVC100 26/24 Q1012 RERA
```

Explicação:

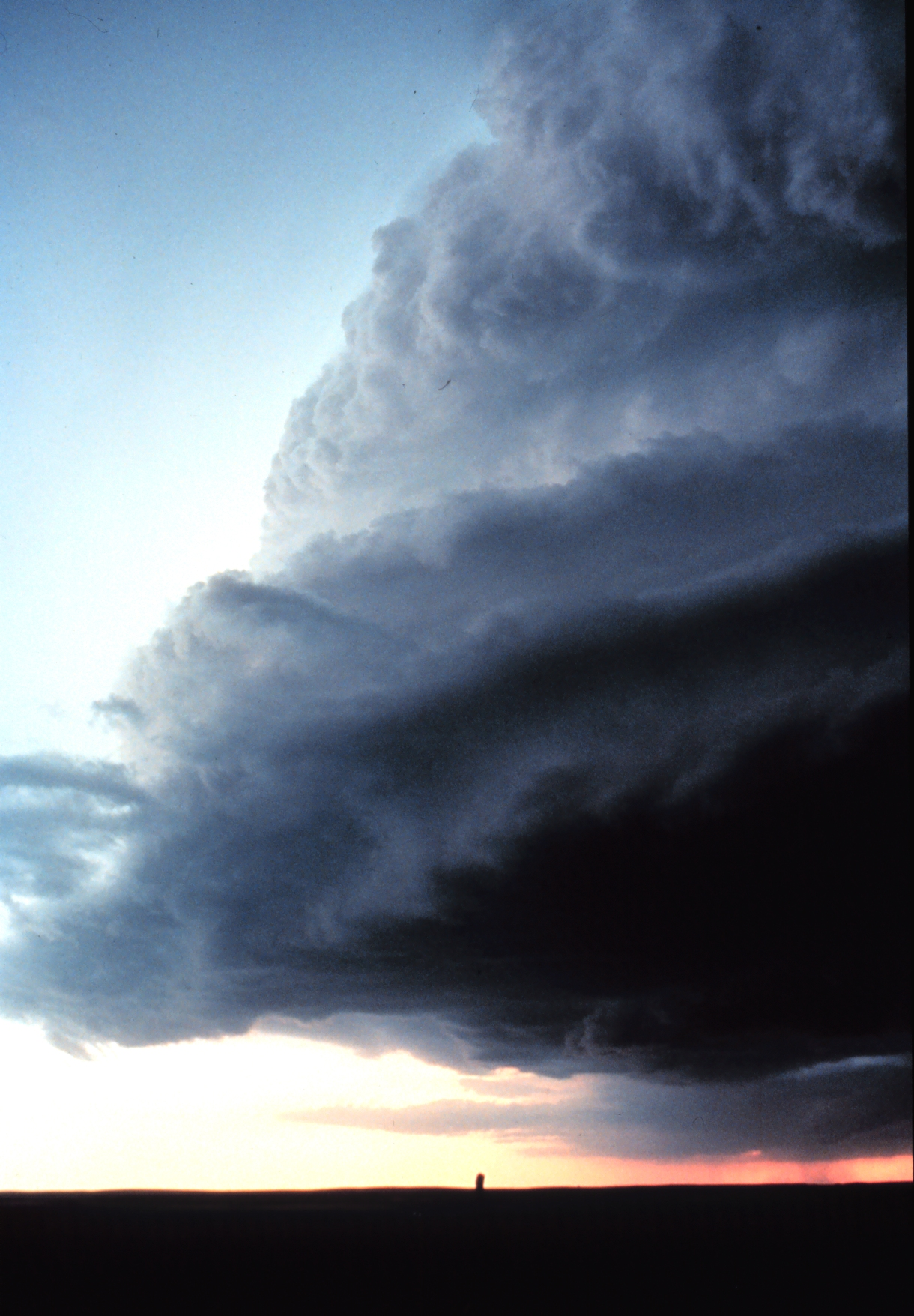
CB (cumulonimbus)

- METAR SBCG — Metar do aeródromo de Campo Grande, especificado pelo indicador de localidade da OACI (SBCG)
- 171200Z — do dia 17 do mês corrente confeccionado às 1200 UTC seguido da letra Z (horário Zulu)
- 12008KT — com ventos de 120° com 8 nós de velocidade (12008KT)
- 2000 +TSRA — com visibilidade horizontal predominante de 2.000 metros devido a trovoadas com chuvas fortes (+TSRA),
- SCT010 FEW020CB OVC100 — com nuvens esparsas a 1.000 pés (SCT010), poucas nuvens CB a 2.000 pés (FEW020CB) e céu encoberto a 10.000 pés (OVC100)
- 26/24 Q1012 — temperatura do ar 26° Celsius e temperatura do ponto de orvalho de 24° Celsius com pressão QNH de 1.012 hectoPascal (hPa)
- = — Indica o final do relatório METAR

```
METAR SBCT 031200Z 16005G15KT CAVOK M01/05 Q1021=
```

Explicação:
- METAR SBCT — Metar do aeroporto Afonso Pena, especificado pela sigla OACI (SBCT)
- 031200Z — do dia 03 do mês corrente confeccionado às 1200 UTC seguido da letra Z
- 16005G10KT — com ventos de direcção 160° com 5 nós de velocidade e rajadas (Gust) de 15 nós.
- CAVOK — Sigla para Ceiling and Visibility OK que implica:
  - visibilidade for de 10000 m ou mais;
  - nenhuma nebulosidade abaixo de 1500m (5000 pés) e sem Cumulonimbus;
  - nenhum fenómeno de tempo significativo (Chuva, Trovoadas, Neblina,...);
- M01/05 — Temperatura do ar -1 °C e ponto de orvalho de +5 °C (Apenas exemplo, o ponto de orvalho nunca é maior que a temperatura)
- Q1021 — Pressão do ar de 1021 hectoPascal (hPa)
- = — Indica o final do relatório METAR

## Como decodificar
| mensagem | aeródromo | data/hora | vento   | visibilidade | tempo presente | nuvens | temperatura/PO | pressão | info supl. |
| -------- | --------- | --------- | ------- | ------------ | -------------- | ------ | -------------- | ------- | ---------- |
| METAR    | SBGR      | 171700    | 06006KT | 9999         | DZ             | FEW020 | 19/14          | Q1021   | RETS       |

Mensagem
METAR ou SPECI - os codigos possuem a mesma formatação, diferenciando no confeccionamento: o METAR é a cada hora inteira (8:00, 9:00,...) e o SPECI é confeccionado entre um METAR e outro, no caso de haver uma mudança mais brusca se, por exemplo, começar a chover (chuva moderada ou forte).
Aeródromo
Código OACI do aeródromo. No Brasil todos códigos começados por SB produzem METAR. Em Portugal os códigos começam por LP. Exemplos: SBGR = São Paulo/Guarulhos, LPPT = Lisboa/Portela. Veja aeroportos e seus códigos em Lista de aeroportos por país.
Data/hora
Os primeiros dois dígitos são o dia em que o METAR foi confeccionado, os dois seguintes são a hora e os dois ultimos os minutos, que apenas no SPECI não será 00.
Vento
Os três primeiros dígitos são a direção do vento em graus, em que 360 é norte, 090 leste, 180 sul e 270 oeste. Os dois dígitos seguintes são a velocidade do vento em nós seguido de KT que é a unidade nó (knot).
- Vento calmo (sem vento) será codificado por 00000KT.
- Rajadas de vento será codificado aqui com a letra G seguido da velocidade das rajadas, que devem sempre exceder a velocidade média em pelo menos 10KT, sendo a primeira de pelo menos 03KT. Exemplo: 15012G25KT.
- Vento com direção variável será codificado com VRB no lugar da direção, ex: VRB14KT, ou com a direção média antes da velocidade e as direções extremas depois, ex: 15015KT 110V190.

Visibilidade
Quantos metros se enxerga a frente. Quando for maior que 10.000 metros será codificada como 9999.
Tempo presente

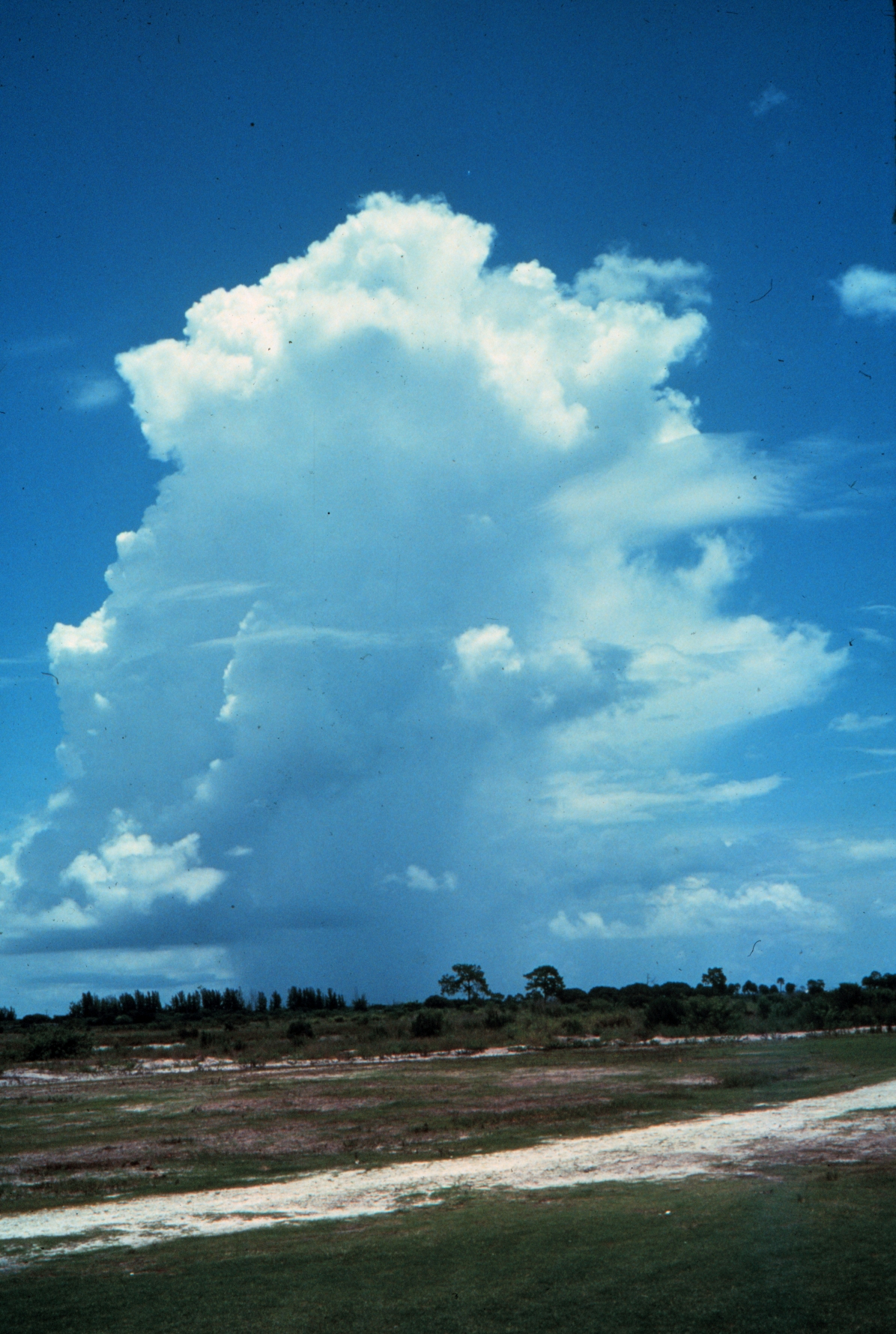
TCU (towering cumulus)

DZ = chuvisco, RA = chuva, TS = trovoada GR = granizo, SH = pancada, HZ = névoa seca, BR = névoa umida e FG = nevoeiro (visibilidade abaixo dos 1000 metros). Quando a precipitação for leve terá um - antes do indicador (ex: -RA = chuva fraca), quando forte terá um + e quando sem sinal será moderada.
Nuvens
NSC = Sem nuvens significativas (Nenhuma nuvem abaixo de 5000 pés e nenhuma presença de TCU e CB.) FEW = Poucas Nuvens, SCT = Nuvens Esparsas, BKN = Nublado, OVC = Céu Encoberto. Os três dígitos após os indicadores se referem a altitude em hectopés (x100pés), por exemplo, FEW020 = poucas nuvens a 2000 pés. Os indicadores CB e TCU se referem à um tipo específico de nuvem que pode trazer riscos à aviação, O TCU (towering cumulus) é uma grande nuvem com potencial de se tornar um CB (cumulonimbus), que é a nuvem de tempestade. Como existem três níveis de nuvens pode haver três indicadores de nuvens em um METAR ou até um quarto indicando um TCU ou CB.
Temperatura/ponto de orvalho
Temperatura do ar e temperatura do ponto de orvalho, que é a temperatura em que, se mantido a pressão e a umidade absoluta, a umidade do ar irá se condensar. Note que sempre que houver névoa úmida ou nevoeiro a temperatura será igual ao ponto de orvalho.
Pressão
Pressão do ar em hectopascais (x100pascal). Essa informação é utilizada principalmente para calibrar o altímetro das aeronaves.
Informações sublementares
- Precipitação ou trovoadas ocorridas recentemente é codificado com RE seguido do indicador de tempo. ex: RERA = chuva recente, RETS = trovoada recente.
- Tesoura de vento indicado por WS (windshear) seguido da pista em que esse ocorre, Exemplo: WS R09 = tesoura de vento na pista (runway) 09. Tesoura de vento é uma diferença brusca na velocidade do vento entre o nível do solo e 500 metros de altura que torna arriscado os pousos e decolagens.